# ОШ „Вук Караџић” Лозница
ОШ „Вук Караџић” основна школа у Лозници. Матична Основна школа „Вук Караџић“ смештена је крај магистралног пута Шабац – Мали Зворник. Издвојена су оделења у Зајачи, Пасковцу и Горњој Борини.

## Опште информације
Школа данас располаже са 18 учионица, у оквиру којих су и дигитална учионица, кабинети: 2 за страни језик, по 1 за биологију, физику, хемију и музичку културу, те учионица за предшколце – 2 групе; школском библиотеком, наставничком канцеларијом, канцеларијама за директора, секретара и школског педагога и психолога; салом за физичко васпитање и салом за састанке, великим школским двориштем са два спортска терена и парком за најмлађе. Као подршка друштвеној акцији повећања безбедности ученика, школа је осветљена и под видео надзором од 2004. године.

## Подручна оделења

### Зајача[2]
Школа у Зајачи је почела са радом 1936. год. у приватној кући Влајка Стевановића, који је уједно био и њен послужитељ, а први учитељ је био Михаило Ристановић. На почетку рада школа је имала 26 ученика, а данас их је 55. Од V разреда су деца из Зајаче, Пасковца и Горње Борине у 4 некомбинована одељења, а од I до IV два одељења у комбинацији I и III те II и IV разреда.
Нова школска зграда је завршена и усељена 1939. године, а 1952. године је постала осмогодишња школа. Градњу су финансирали: рудници и топионице антимона, Земљорадничка задруга Пасковац и Народни срески одбор. Школа се налази у непосредној околини прерађивачких погона РТБ Зајача. Од школске 2007/2008. године настава се изводи у новој згради, реконструкцију је финансирао власник предузећа „Рудници и топионица Зајача“. Комплетно је обновљен и школски намештај. Школа има 6 учионица, у једној су и рачунари – за потребе информатике. У оквиру ограђеног школског дворишта су библиотека и просторије за предшколце. Школа има централно грејање.

### Пасковац[3]
Зграда основне школе у Пасковцу је првобитно имала само једну учионицу и наставнички стан, а предата је на употребу 1949. год. Због све већег прилива ученика указала се потреба за проширењем школског простора. У току 1950. године наставнички стан је претворен у учионицу, а уз школску зграду је дограђен стан за наставнике – садашња намена му је простор за предшколце. Помоћ при изградњи школског простора пружила је Земљорадничка задруга из Пасковца. Тренутно наставу похађа 18 ученика од I до IV разреда у оквиру две комбинације.

### Горња Борина[4]
Школа у Горњој Борини је почела са радом 1959. године, са 27 ђака у првом и другом разреду. Први учитељ је био Раде Поповић. Од 1961. године има 40 ученика. Имала је краћи прекид у раду, од школске 2002/03. до 2005/06. јер није било деце. Ове школске године похађа је 3 ђака II и  IV разреда, са којима учитељ изводи комбиновану наставу.

## Историјат
Данашњу зграду основне школе подигле су радне организације лозничке општине, а радове су изводили Грађевинско предузеће „Зидар“ и „Занатско“ током 1964/65. године. За време изградње њени ученици су похађали наставу у другим градским школама.
Осмог новембра 1965. године школа је завршена и свечано отворена. Имала је 13 учионица и један стан, грејало се на каљеве пећи, које су се ложиле из ходника.
Школски простор дограђен је током школске 1989/90. године, а већ следеће године је почело коришћење нових опремљених кабинета за биологију, физику и хемију. Донација Јапанске амбасаде је у великој мери помогла да се сала за физичко васпитање стави у функцију и тиме допринела унапређивању услова рада – свечано отварање овог објекта било је 8. јуна 2004. године у присуству представника: јапанске амбасаде, МП и спорта, локалне управе, директора основних и средњих школа, родитеља, чланова колектива и ученика.